# Lift (transport)

Lift-icoon

Een lift is een verticaal transportsysteem bedoeld voor het vervoer van personen of goederen in gebouwen.
Het vervoer geschiedt door middel van een liftkooi, ook liftcabine genoemd. De kooi bevindt zich meestal in een schacht en verplaatst zich langs vaste geleiders omhoog of omlaag.
Voor het betreden en verlaten en het laden en lossen wordt de lift op vaste plaatsen tot stilstand gebracht.
De liftinstallatie bestaat uit een machineruimte die zich meestal boven op de liftschacht en dus boven op het dak van een gebouw bevindt. Hierin is de liftmachine geplaatst en de schakelkast die de besturing van de lift regelt. Soms bevindt de machinekamer zich ook naast de schacht. Dit kan zowel aan de boven- als aan de onderkant van de schacht zijn. Bij hydraulische liften maakt het niet uit waar de machineruimte zich bevindt. Een nieuwere vinding is de machinekamerloze lift. Een ander onderdeel van de lift is de liftschacht. Dit is de ruimte waarin de kooi en de geleiders zich bevinden. Passagiers krijgen door middel van schachtdeuren toegang tot de liftkooi. Onder in de schacht bevindt zich de schachtput met de buffers voor de kooi.

## Geschiedenis

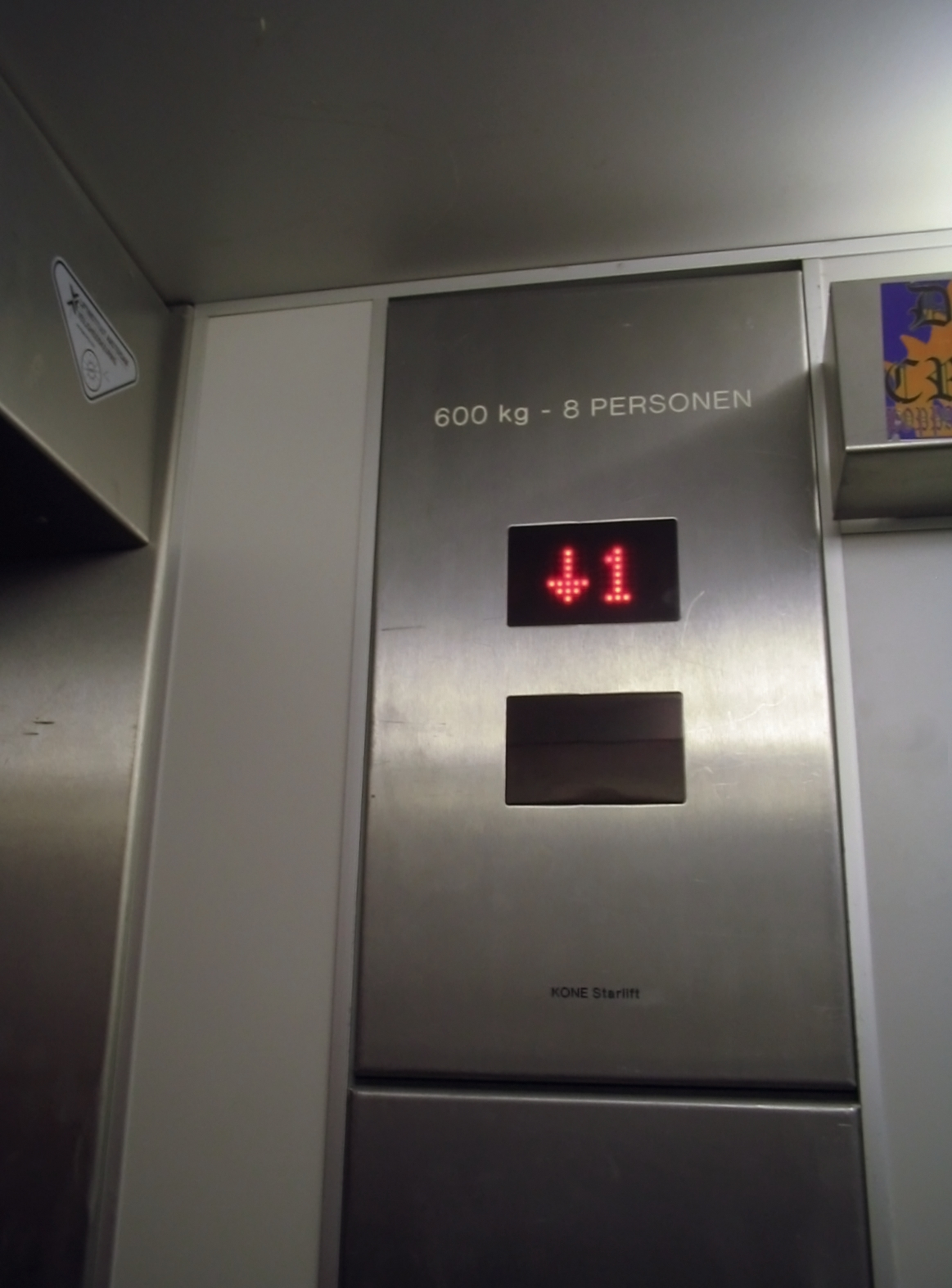
Liftinterieur

In het Oude Nabije Oosten gebruikten de Egyptenaren waarschijnlijk al hefwerktuigen bij de bouw van de piramides. Archimedes (ca. 287 voor Christus – ca. 212 voor Christus) ontwierp een hefwerktuig met touwen en katrollen, waarbij de hijskabels om een haspel gewonden werden met behulp van bomen en een windas. In het Colosseum werden gladiatoren en wilde dieren naar de arenavloer gebracht met een soort lift.
Tijdens opgravingen op een van de zeven heuvels waarop de paleizen van de Romeinse keizers Augustus en Tiberius hebben gestaan, zijn delen van schachten en onderdelen van primitieve liften gevonden zoals: lagers van leischijven en delen van leiderbevestigingen. Ook keizer Nero had een lift in zijn paleis. Vitruvius, een Romeins militair en architect beschreef in zijn boek De architectura over de bouwkunst al een zogenaamd liftplatform.
In het jaar 1000 werd in de werken van Ibn Khalaf al-Muradi een soort lift beschreven om een ram voor de bestorming van een fort naar een hoger gelegen niveau te verplaatsen.
Lodewijk XV liet vele eeuwen later voor zijn woonverblijf in Versailles een echte personenlift bouwen. Deze lift was al voorzien van een contragewicht. Met deze lift was hij in staat zijn maîtresse, de gravin Châteauroux, die een verdieping hoger woonde, discreet te bezoeken.
In 1795 was het de uitvinder Ivan Kulibin die een lift op basis van een schroefhefmechanisme ontwierp voor het winterpaleis van Sint-Petersburg. In 1823 kreeg ook Londen zijn ‘stijgende kamer’.
De industriële revolutie bracht nieuwe ontwikkelingen en mogelijkheden. Fabrieken maakten gebruik van stoommachines die via een systeem van loopwielen en platte riemen goederenliften in beweging brachten. Ook werden voor het vervoer van goederen diverse hydraulische liften gemaakt. Deze liften maakten gebruik van een plunjer onder de kooi, om de kooi omhoog en omlaag te laten bewegen. De plunjer werd door middel van waterdruk, geleverd uit pompen, uitgeschoven. Deze liften waren echter niet geschikt voor grote hoogteverschillen doordat de hefhoogte niet groter kon zijn dan de plunjer lang was. Om alle verdiepingen te bereiken, moest er voor de plunjer een gat gemaakt worden, even diep als de hoogte van het gebouw.

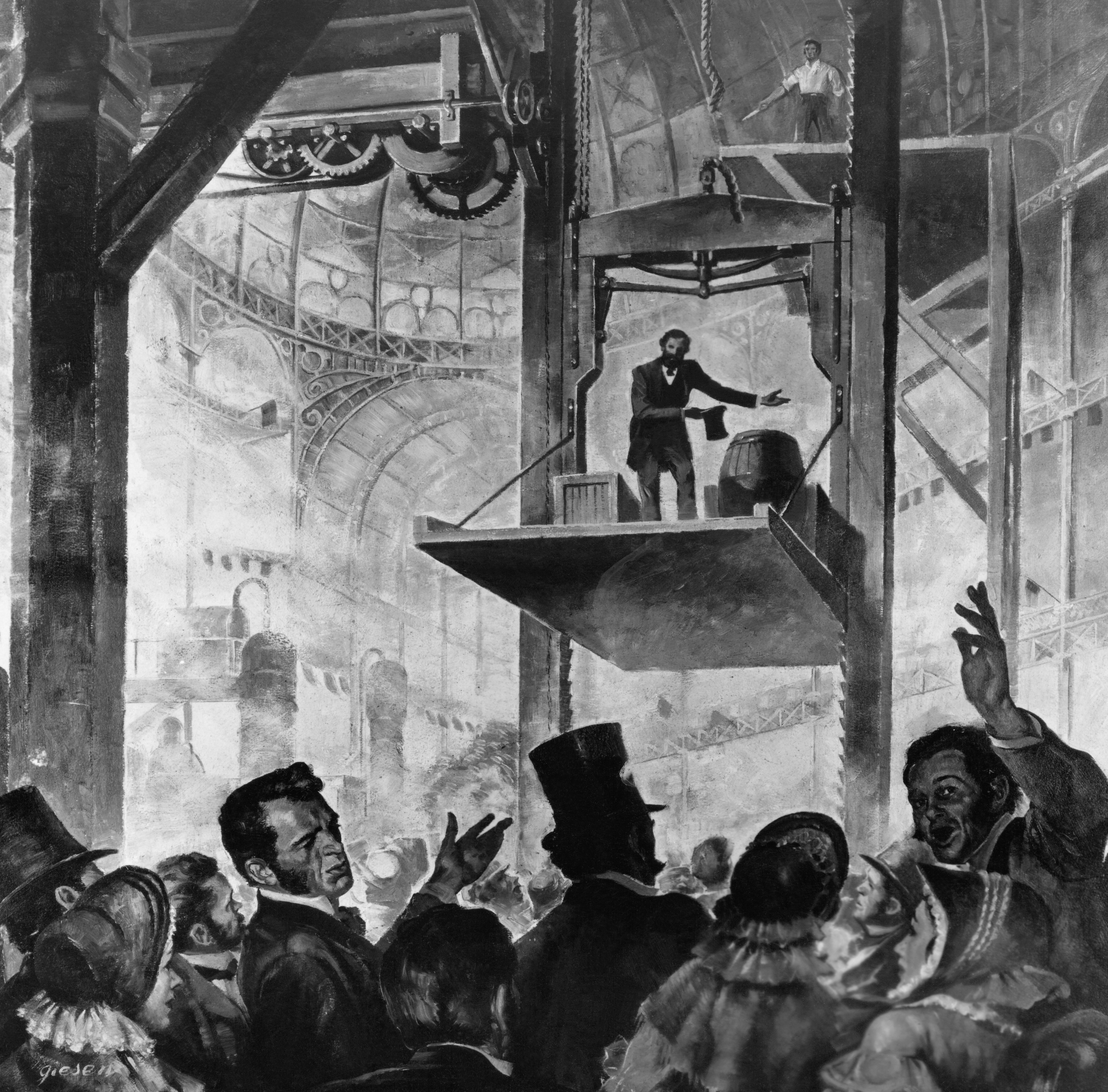
Elisha Otis demonstreert zijn veiligheidsuitvinding

In 1852 bouwde Elisha Otis de eerste lift met een veiligheidsinrichting die voorkwam dat de kooi naar beneden stortte bij een kabelbreuk. Bij een demonstratie tijdens de wereldtentoonstelling op het Crystal Palace in New York in 1853 zat Otis zelf in de lift. Toen die bijna boven was, hakte een medewerker de liftkabel door. Door het veiligheidssysteem zakte de lift maar enkele centimeters omlaag, waarmee bewezen werd dat de lift veilig was. Het veiligheidssysteem van Otis werkt met getande geleiderails in de liftschacht. Op het moment dat de druk van de liftkabel wegvalt bij een kabelbreuk, grijpen de klauwen van de kooi in de rail en houden de val van de kooi tegen.
Kort na deze demonstratie kreeg Otis zijn eerste opdrachten. Na zijn dood in 1861 namen zijn zoons, Charles en Norton, het door hun vader opgerichte liftenbedrijf Otis Elevator Company over. In 1873 hadden zij al tweeduizend liften geplaatst in kantoorgebouwen, warenhuizen en hotels. Vijftien jaar later introduceerden zij de eerste direct aangedreven elektrische lift. Dit betekende een enorme comfortverbetering voor de passagiers.
In 1877 introduceerde de mijnbouwingenieur Friedrich Kroepe de eerste tractielift. Hierbij liepen de hijskabels van de kooi over een elektrisch aangedreven schijf naar het contragewicht. De kracht die is benodigd om de kooi te verplaatsen wordt aldus verkregen via de wrijving tussen de hijskabels en de schijf. Kroepe loste hiermee in één klap veel problemen op. De enorme trommels om de hijskabels op en af te winden konden achterwege blijven en ook van ongelijkmatige belasting van de trommelas en de kooigeleiders was geen sprake meer.

## Aandrijving van liften
Er bestaan verschillende manieren om de kooi langs de leiders te verplaatsen. Globaal kan onderscheid gemaakt worden tussen tractieliften, hydraulische liften, trommelliften, spindelliften, tandheugelliften en vacuümliften.

### Tractieliften
Bij tractieliften hangen de kooi en het contragewicht aan hijskabels die lopen door groeven van de tractieschijf. Het contragewicht is zwaarder dan de liftkooi (naargelang de balancering 40 of 50% van het hefvermogen) waardoor minder energie nodig is om de lift aan te drijven. Wrijving tussen de hijskabels en de groeven van de tractieschijf zorgt ervoor dat de kooi omhoog of omlaag wordt bewogen. Zodra het contragewicht of de kooi in schachtput op zijn buffers terechtkomt valt de druk op de hijskabels weg en begint de machine te slippen. De buffers waarborgen dus de vrije ruimtes boven en onder de liftkooi en zorgen ervoor dat de lift nooit ver voorbij zijn bovenste of onderste stopplaats kan lopen. Voor monteurs en passagiers zijn dit dus veilige liften.
Bij het berekenen van de tractieschijf wordt rekening gehouden met verschillende bedrijfstoestanden. De tractieschijf moet zodanig worden berekend dat de wrijving tussen de kabels en de schijf zo hoog is dat in de ongunstigste situatie geen kabelslip optreedt en de wrijving mag ook weer niet zo hoog gekozen worden dat de kooi of het contragewicht omhoog worden getrokken als een van beide op de buffers loopt. Bij deze berekening wordt rekening gehouden met de omvattingshoek van de kabels over de tractieschijf, de wrijving tussen de kabel en de tractieschijf en de vorm van de groef.
Om de tractieschijf te laten draaien wordt gebruikgemaakt van een elektromotor. De elektromotor drijft een wormas aan die op zijn beurt een wormwiel aandrijft dat op dezelfde as zit als de tractieschijf. Door te variëren met het aantal polen van de elektromotor, de wormas, het wormwiel en de diameter van de tractieschijf wordt de snelheid van de lift bepaald. De wormas is uitgevoerd met een mechanische rem die de machine tot stilstand brengt en in stilstand houdt wanneer de elektromotor niet draait.
De komst van de frequentieregelaar heeft het mogelijk gemaakt de wormoverbrenging achterwege te laten. Dit principe wordt de laatste jaren toegepast bij de zogenoemde machinekamerloze liften. Bij dit type liften hangt de liftmachine in de schacht en is de opbouw voor de machinekamer boven op de schacht niet meer noodzakelijk.
Wanneer de liftkooi direct over de tractieschijf aan het contragewicht bevestigd is, spreekt men van een 1:1 ophanging. Wanneer de kabels zijn vastgemaakt aan de constructie van het gebouw en over leidschijven over de kooi, de tractieschijf en het contragewicht lopen, spreekt men van een 1:2 ophanging. Wanneer de kabel 2 centimeter over de tractieschijf verplaatst, gaat de kooi 1 centimeter omhoog of omlaag. De krachten in de kabels worden bij deze manier van ophangen gehalveerd.
De laatste ontwikkeling bij tractieliften is de vervanging van hijskabels door hijsbanden. Deze hijsbanden bestaan uit dunnere staalkabels in een platte band, zodat er tractieschijven met een kleinere diameter kunnen worden gebruikt.

### Hydraulische liften
Bij hydraulische liften vindt de verplaatsing van de kooi plaats door middel van vloeistof onder druk. De installatie bestaat uit een vloeistofbak met een elektrisch aangedreven pomp, een leidingsysteem, een stuurblok, en een cilinder met een plunjer. Wanneer de kooi omhoog moet worden bewogen gaat de pomp draaien en verplaatst deze de vloeistof naar het leidingsysteem. Het leidingsysteem zorgt voor een drukopbouw waardoor de plunjer uitschuift. Als gevolg hiervan beweegt de kooi omhoog. In het leidingsysteem zit een terugslagklep die ervoor zorgt dat de kooi op de juiste hoogte blijft als de pomp uitschakelt. De kooi zakt naar beneden door de vloeistof uit de cilinder weg te laten duwen. Dit gebeurt door het openen van de daalklep die parallel aan de terugslagklep gemonteerd is. De lengte van de plunjer bepaalt de hoogte waarover de kooi zich kan verplaatsen.
Hydraulische cilinders toegepast in de liftindustrie zijn enkelwerkend en meestal duwcilinders. Soms worden ook trekcilinders toegepast. De cilinder kan onder of naast de kooi geplaatst zijn. De plunjers kunnen enkele plunjers zijn of telescoopplunjers. Telescoopplunjers zijn voorzien van gelijkloopinrichtingen die ervoor zorgen dat er geen extreem grote drukken in de cilinder ontstaan wanneer de verschillende plunjers ongelijk uit zouden schuiven.
Om de hefhoogte te vergroten kunnen hijskabels toegepast worden. Deze manier van ophangen wordt indirect genoemd en aangeduid als 2:1. De kooi verplaatst zich 2 centimeter omhoog als de plunjer 1 centimeter als uitgeschoven wordt.
Een bekend voorbeeld is de plunjerlift in het Evoluon te Eindhoven.

### Trommelliften
Bij trommelliften worden de hijskabels of kettingen opgewonden op een trommel om de kooi omhoog te verplaatsen. Een contragewicht is bij deze manier van aandrijven niet noodzakelijk. Trommelliften zijn onveilige liften doordat de kooi door het plafond van de schacht getrokken kan worden als de elektromotor niet tijdig afgeschakeld wordt.
Om te stijgen voert een reductiemotor een trommel mee waarop de kabels die aan de cabine bevestigd zijn oprollen. Dat systeem wordt niet vaak gebruikt omdat de motor krachtig genoeg moet zijn om zowel het dood gewicht als de last mee te voeren aan de gewenste snelheid en omdat de hoogte en de last beperkt zijn om problemen met het oprollen van de kabel te voorkomen. Het systeem beschikt over een beveiliging waardoor de kabels niet vast kunnen komen te zitten.

### Spindelliften en tandheugelliften
Bij spindelliften en tandheugelliften beweegt de kooi zich omhoog, door langs de geleiding omhoog te klimmen via een mechanische installatie.

### Vacuümliften
Bij vacuümliften beweegt de kooi zich in een nauw passende schacht. Door boven de kooi een vacuüm te creëren wordt de kooi door de schacht omhoog gezogen net als vuil door een stofzuigerslang.

## Bediening

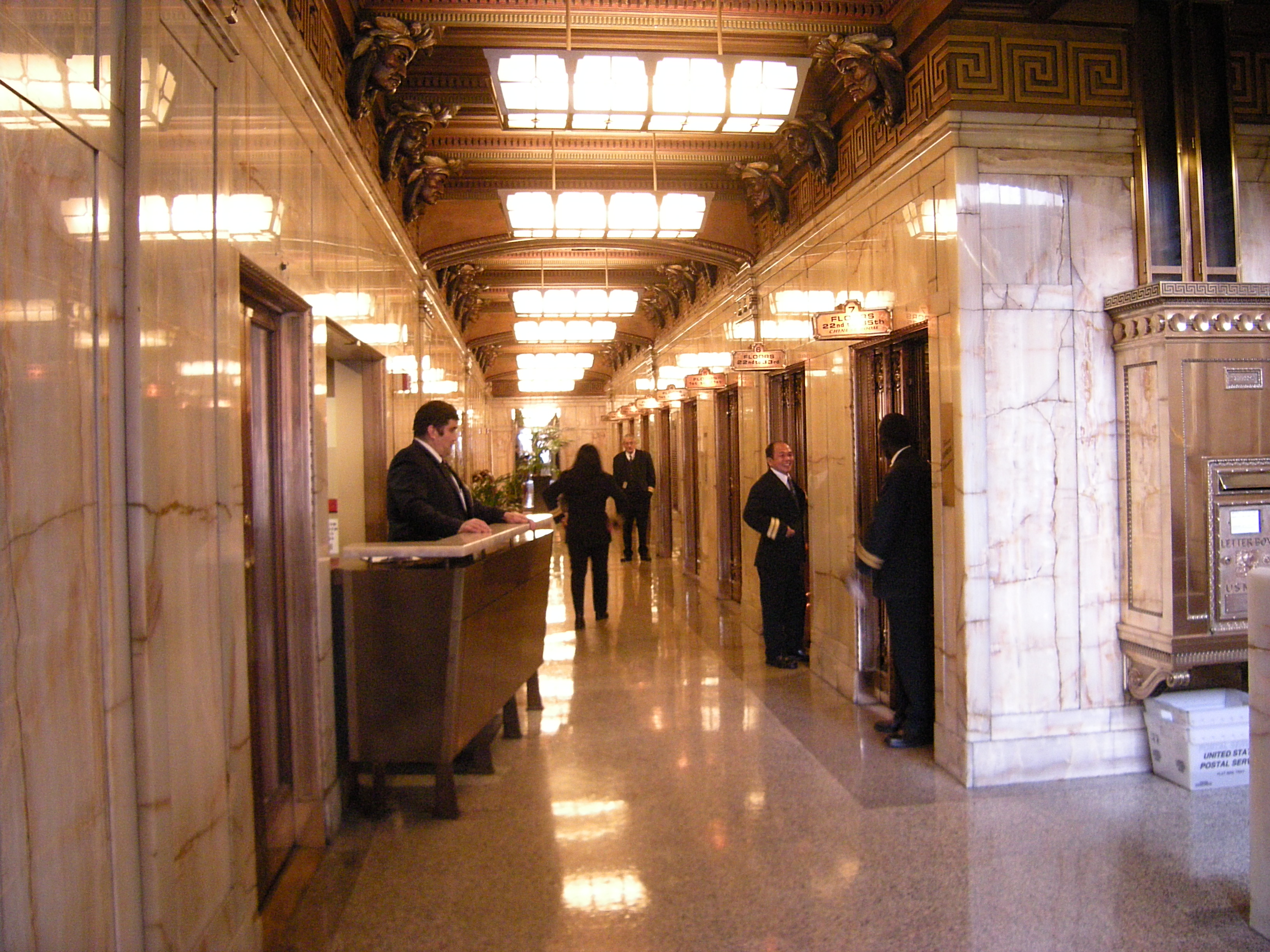
De Smith Tower in Seattle had in 2008 nog liftbedienden.

Oudere liften worden door een liftboy bediend. Vaak is dat een jongen in de tienerleeftijd. Hij staat in de lift en duwt een hendel omhoog of omlaag. Hij moet erop letten dat de lift precies op de juiste hoogte stopt. De liftboy opent en sluit verder de deuren. Een dergelijke lift trof men aan in warenhuizen, hotels en thans nog in metrostations. Tegenwoordig wordt bijna elke lift door de gebruiker met drukknoppen bediend. In enkele gebouwen, onder meer in de Verenigde Staten, treft men nog liftbedienden aan.
Oudere liften voeren één opdracht tegelijk uit (bezetbesturing). Het heeft dan pas zin op een knop te drukken als de lift niet met een andere opdracht bezig is. Alle moderne liften zijn geprogrammeerd om meerdere verdiepingen zo efficiënt mogelijk af te werken, zogenaamde verzamelbesturing.

### De lift oproepen
Er is op elke verdieping een drukknop om de lift te roepen. Vaak, vooral in kantoorgebouwen, zijn er twee drukknoppen (volledig verzamelend): een voor omhoog en een voor omlaag (op de bovenste en onderste verdieping is een enkele knop natuurlijk voldoende). Drukt men op de knop voor omhoog, dan zal de lift niet stoppen als hij op weg naar beneden voorbijkomt. Stopt de lift, dan wordt aangegeven in welke richting de kooi gaat.
Vaak zijn er meerdere liften naast elkaar en dan is er op elke verdieping één paar drukknoppen voor de hele installatie, een knop voor omhoog en een knop voor omlaag.

### Naar de gewenste verdieping
In de liftkooi is een paneel met drukknoppen, een knop voor iedere verdieping. Wordt op een knop gedrukt, dan gaat de lift naar de gevraagde verdieping.
In zeer hoge gebouwen vindt men in de lift soms een numeriek toetsenbord, dus met tien cijfers, waarop de gewenste verdieping kan worden ingetoetst.
Soms hebben de drukknoppen ook een opschrift in braille.
Een verlicht paneel in de kooi geeft aan op welke verdieping men zich bevindt. Zo'n paneel vindt men vaak ook aan de buitenkant, op elke verdieping. In sommige liften wordt de verdieping hoorbaar omgeroepen.
Er zijn installaties waarbij men bij het oproepen van de lift in plaats van op "naar boven" of "naar beneden" de verdieping waar men heen wenst te gaan moet invoeren. Hierna geeft de installatie aan welke lift dan genomen dient te worden. In de lift zelf kan men geen verdieping meer kiezen. Dit is mede ingevoerd om het verkeerd kiezen (zie hieronder) te verminderen.
Op het paneel is tevens een alarmknop aanwezig waarop men kan drukken als men vastzit in de lift, zodat er hulp kan komen. Daarnaast is er soms een telefoon aanwezig waarmee men in zo'n geval hulp kan vragen of staat op het paneel een noodnummer vermeld wat men met de eigen mobiele telefoon kan bellen om hulp te vragen.

## Veiligheid

### Vanginstallatie
Om ongelukken te voorkomen heeft Otis al in 1852 de vanginstallatie uitgevonden. Deze verhindert dat de kooi naar beneden stort bij breuk van de hijskabels of het niet werken van de rem. Er zijn meerdere soorten vanginstallaties waaronder blokkeervangen, blokkeervangen met bufferwerking, glijvangen en remvangen. De snelheid van de lift bepaalt welke vanginstallatie toegepast moet worden.
De vanginstallatie wordt meestal bediend door middel van een snelheidsbegrenzerkabel, die vastzit aan de kooi en in de machineruimte over een snelheidsbegrenzerschijf loopt. Wanneer de snelheid van de kooi toeneemt in neerwaartse richting, zal op basis van de middelpuntvliedende kracht een pal de snelheidsbegrenzerschijf tot stilstand brengen, waarna de snelheidsbegrenzerkabel die eroverheen loopt als gevolg van wrijving tot stilstand komt. De snelheidsbegrenzerkabel bedient op de kooi een hefboommechanisme, waardoor de vanginstallatie de kooi vast zal klemmen op de leiders. Bij sommige liften wordt de vang ook in werking gesteld door het slap worden van de hijskabels. Dit is meestal het geval bij indirect aangedreven hydraulische liften en tractieliften die aan twee hijskabels zijn opgehangen.
In de NEN – EN 81-1 van 1998 wordt bepaald dat de kooi ook tegen 'omhoog vallen' (door het contragewicht) moet worden beveiligd. Dit kan gebeuren door een vanginstallatie die ook in opwaartse richting werkt of een vang op het contragewicht. Er zijn nog meer mogelijkheden om de kooi tegen opwaarts vallen te beschermen.
De vanginstallatie en snelheidsbegrenzer worden elektrisch bediend door middel van een contact in de veiligheidslijn. De veiligheidslijn is een seriële schakeling in de elektrische installatie van de lift die ervoor zorgt dat de lift niet kan vertrekken of tot stilstand wordt gebracht als een van de contacten in de veiligheidslijn verbroken is. Al deze contacten zijn mechanisch gedwongen verbrekend aangelegd.
Hydraulische liften hebben een extra ingebouwde veiligheidsvoorziening ten opzichte van tractieliften. Wanneer de druk in het leidingsysteem weg zou vallen door bijvoorbeeld leidingbreuk, zou de kooi naar beneden kunnen vallen. Om dit te voorkomen zit er direct aan de cilinder een leidingbreukventiel dat sluit zodra de druk op de leiding wegvalt. Hierdoor blijft de vloeistof in de cilinder en komt de kooi tot stilstand. Soms wordt ook een smoorventiel toegepast, dat ervoor zorgt dat de lift met een minimale snelheid onder in de schacht op zijn buffers loopt. Wanneer de hydraulische lift tevens met kabels wordt aangedreven is deze ook voorzien van een vanginstallatie.

### Deuren
Bijna elke lift is voorzien van schachtdeuren die alleen geopend kunnen worden als de kooi op die verdieping staat. Moderne liften hebben bovendien kooideuren. Vaak zijn de kooideuren twee automatische schuifdeuren, en de schachtdeuren op elke etage ook. Als de lift bij een etage aankomt gaan de kooideuren en de schachtdeuren vaak tegelijk open. Oudere liften hebben vaak geen kooideuren - vanuit de kooi ziet men dus de binnenkant van de schacht.
De deuren zijn voorzien van contacten in de veiligheidslijn. Dat wil zeggen dat de lift niet vertrekt als er ergens een deur open blijft staan. Door middel van grendels is geregeld dat de schachtdeuren niet open kunnen als de kooi er niet achter staat.
Wanneer er geen kooideuren zijn, zit er in de kooi een blokkeerschakelaar die passagiers de mogelijkheid geeft de lift te laten stoppen. Meestal is er dan ook een bewegende drempel of infraroodgordijn in de kooi aanwezig, die de lift onmiddellijk stilzet als er iets tussen de drempel of infraroodgordijn en de schachtwand komt.
Tot slot zijn er voor de monteurs nog diverse blokkeerschakelaars geplaatst, om de lift te kunnen uitschakelen. Een monteur kan een deur ook openen als de kooi er niet achter staat, wat nodig kan zijn om passagiers te bevrijden uit een stilgevallen lift.

### Einde van de schacht
Wanneer de kooi de bovenste of onderste stopplaats voorbij rijdt, zorgt een noodeindschakelaar aan de kooi of in de schacht ervoor dat de liftmachine uitgeschakeld wordt voordat de kooi of het contragewicht op de buffers loopt.

### Brandweerlift
Een brandweerlift is een lift voor regulier gebruik met zodanige beveiliging/brandwering dat deze in geval van brand door de brandweer kan worden gebruikt.

## Normen

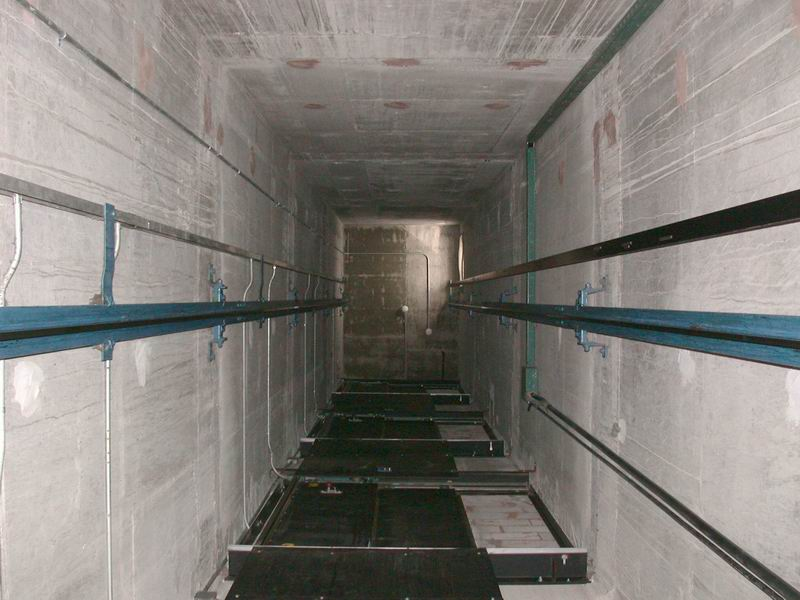
Liftschacht

In verschillende delen van de wereld gelden verschillende normen voor liften:
- Europa: de NEN-EN-81-20/50
- USA: ASME A17
- Canada: CAN/CSA B44
- Australië: AS1735

### Normen in Nederland
In Nederland besloot in 1929 een aantal liftenfirma’s tot de oprichting van de Nederlandse Vereniging voor Liftnijverheid (NVL). Op deze manier beschermden zij hun goede naam als leveranciers van deugdelijke producten. In 1930 gaf de toenmalige minister voor Arbeid, Handel en Nijverheid Verschuur gehoor aan de vraag van het NVL voor het opstellen van veiligheidsvoorschriften; hij installeerde nog datzelfde jaar de commissie Straatman. Uit deze commissie ontstond op 28 juli 1933 het rapport Leidraad voor veiligheidsmaatregelen voor liften'. In datzelfde jaar werd op 7 juli het Nederlands Instituut voor Lifttechniek (NIVL) opgericht. Hierin waren vertegenwoordigd: de Arbeidsinspectie, de Vereniging van Nederlandse Gemeenten, de elektriciteitsbedrijven en de NVL. Later veranderde de naam in Liftinstituut.
In 1945 werd begonnen met het opstellen van een herziene versie van de 'Leidraad', en in 1950 verscheen de eerste nationale norm voor liften, de N1081. Via het Liftenbesluit I kreeg deze norm een wettelijke basis. Een tweede druk verscheen in 1961 onder de naam NEN1081. Eisen voor hydraulische liften werden toegevoegd in de NEN1081 3e druk 1971.
Een ongeluk met zwaar letsel leidde ertoe dat het Liftenbesluit I in 1969 voor de eerste keer werd aangepast. Hiertoe moesten alle liften, ook bestaande liften, in woongebouwen uitgerust worden met een beveiliging van de kooitoegang in de vorm van een kooideur of een beweegbare drempel. In 1979 werd het Liftenbesluit I voor de tweede keer aangepast.
In 1979 kwam de NEN-EN-81-1 voor elektrisch aangedreven liften tot stand. Deze norm had een internationaal karakter. In 1989 volgde de NEN-EN-81-2 voor hydraulische liften.
In 1985 werd in Europa de zogenaamde Nieuwe Aanpak Richtlijnen opgesteld. Hieruit ontstonden in 1998 de geharmoniseerde normen NEN-EN-81-1 en NEN-EN-81-2.
Het Bouwbesluit 2012 bepaalt dat een gebouw, waarvan een vloer van een verblijfsgebied hoger ligt dan 20 meter boven het meetniveau, een brandweerlift moet hebben.

### Normen in België
In België zijn liften zonder kooiafsluiting (waarbij men in de lift de muur ziet passeren) door een NBN-norm verboden. Het aanbrengen van een extra deur op de kooi in een bestaande installatie is specialistisch werk. Onderzoek wordt gedaan of de gebruiker beschermd kan en mag worden door een lichtgordijn die als kooiafsluiting dient. Ook moet in een groot gebouw één prioritaire lift zijn, een lift die de brandweer kan gebruiken om in het gebouw te kunnen komen (zichtbaar aan de sleutel achter glas).
In België moet de vrije lifthoogte (dat wil zeggen de hoogte boven de bovenste verdieping (vloer) die de lift aandoet) 3,6 meter bedragen; een stuk hoger dan de standaardhoogte van een verdieping. Op het dak is daarom boven liftkokers vaak een kleine verhoging zichtbaar.

## Aantal liften

### België
In België zijn er naar schatting zo'n 85.000 liften .  Syndi.be heeft hiervan reeds zo'n 30.000 kunnen toewijzen aan VME's .  Hun klanten kunnen deze gebouwen online consulteren.